# Capillaria philippinensis
Capillaria philippinensis é uma espécie de nematódeo da família Trichinellidae. As formas adultas são encontradas parasitando o intestino de humanos, e é responsável pela capilaríase intestinal.